# Macromitrium acuminatum
Macromitrium acuminatum là một loài Rêu trong họ Orthotrichaceae. Loài này được (Reinw. & Hornsch.) Müll. Hal. mô tả khoa học đầu tiên năm 1845.